# Adelphobates
Adelphobates  (лат.) — род земноводных подсемейства Dendrobatinae, выделенный в 2006 году. Ранее его представители относились в роду Dendrobates. 

## Описание
Общая длина представителей этого рода колеблется от 1,6 до 4 см. Туловище стройное, голова немного уплощённая. В значительной степени похожи на представителей рода дереволазов. Отличаются только молекулярными и генетическими признаками. Все виды ярко окрашены, их основной фон глянцевый чёрный с белыми или оранжевыми пятнами разного размера.

## Образ жизни
Предпочитают влажные тропические леса. Активны днём, значительное время проводят в лесной подстилке. Питаются мелкими насекомыми.

## Размножение
Это яйцекладущие амфибии. Самки откладывают до 10 яиц в полости между листьями. Особенностью этого рода является ярко окрашенные яйца и головастики.

## Распространение
Обитают в Бразилии и Перу (область Амазонки).

## Классификация
На февраль 2023 года в род включают 3 вида:
- Adelphobates castaneoticus (Caldwell et Myers, 1990)
- Adelphobates galactonotus (Steindachner, 1864) — Обрызганный древолаз
- Adelphobates quinquevittatus (Steindachner, 1864) — Элегантный древолаз

## Галерея

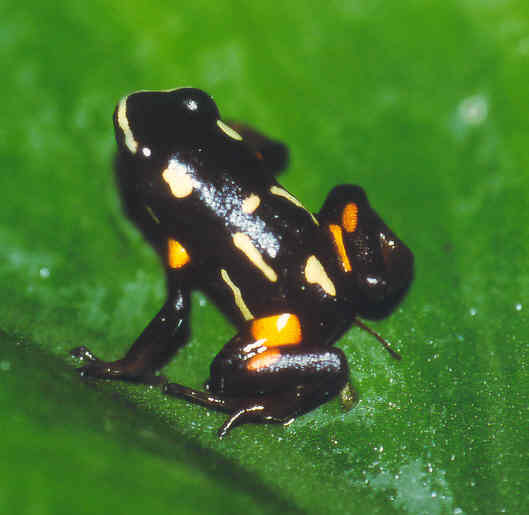
Adelphobates castaneoticus
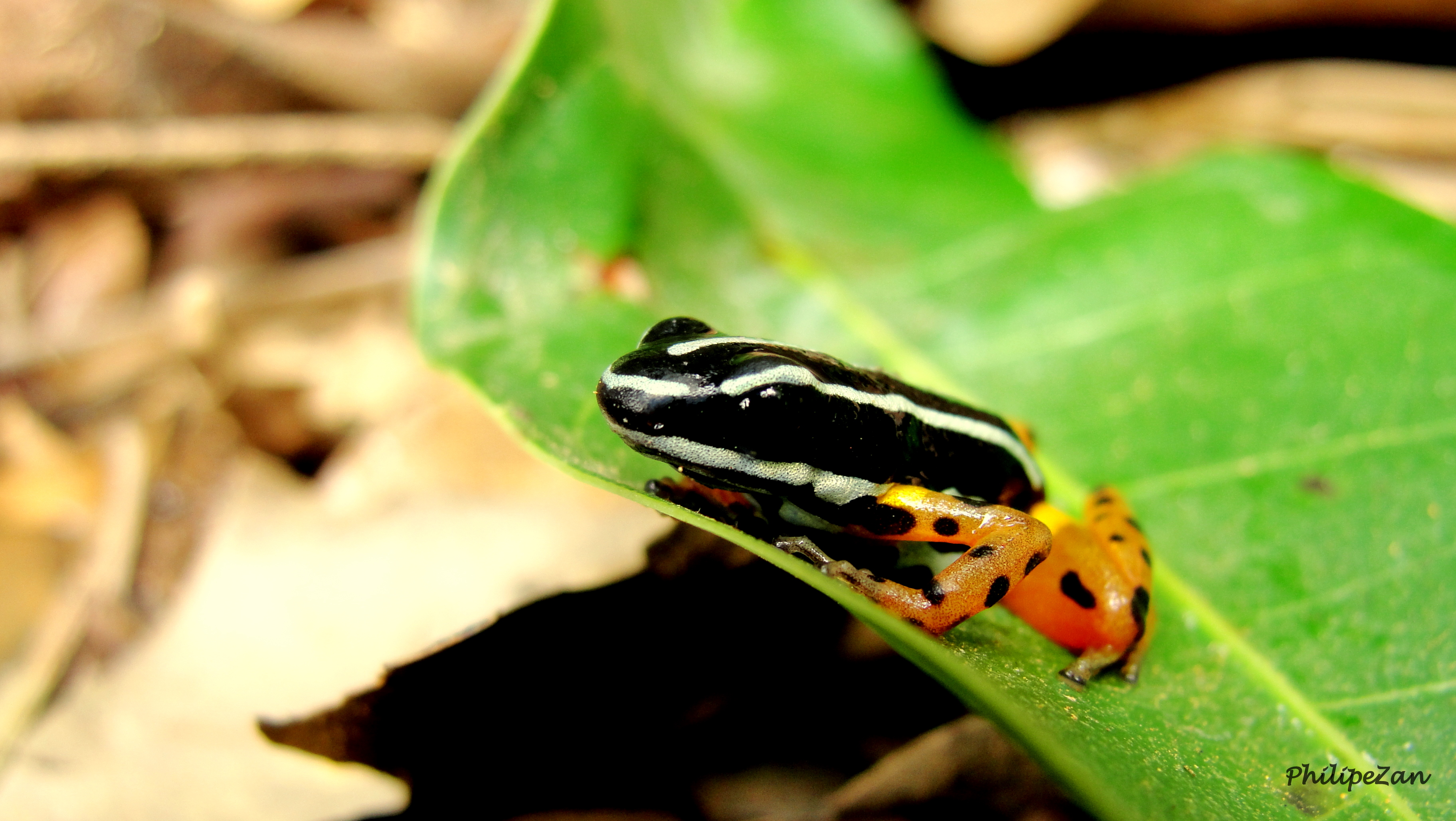
Элегантный древолаз